# Garges-lès-Gonesse
Garges-lès-Gonesse là một xã trong vùng đô thị Paris, thuộc tỉnh Val-d'Oise, vùng hành chính Île-de-France của nước Pháp, có dân số là 39.400 người (thời điểm 1999).